# Hafsat Abiola

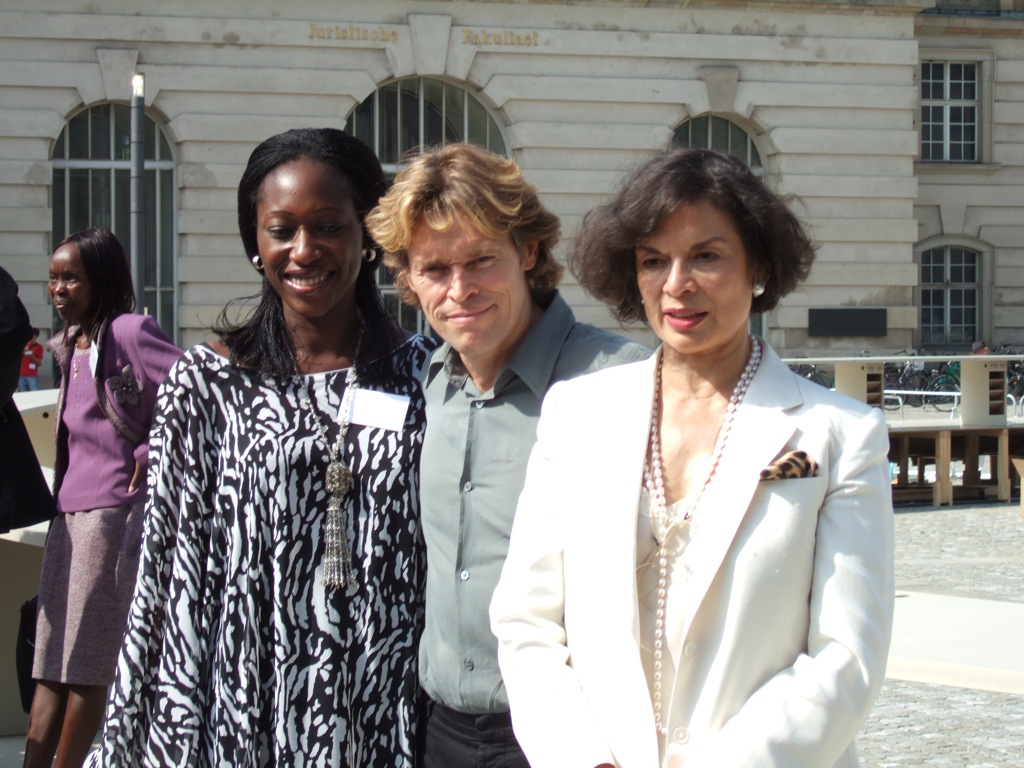
Hafsat Abiola, Willem Dafoe und Bianca Jagger (v. l.) beim Dropping Knowledge „Table of Free Voices“ in Berlin, September 2006

Hafsat Abiola (* 1974 in Lagos) ist eine nigerianische Aktivistin für Menschenrechte und Demokratie.

## Leben
Sie ist das siebte Kind von Moshood Abiola, der 1993 die ersten demokratischen Wahlen Nigerias gewann, dann aber inhaftiert wurde und kurz vor seiner Entlassung 1998 im Gefängnis starb. Ihre Mutter, Alhaja Kudirat Abiola, engagierte sich nach der Inhaftierung ihres Mannes in der Demokratiebewegung und wurde während einer Demonstration für die Freilassung ihres Mannes 1996 ermordet. Hafsat Abiola gründete ihr zu Ehren die Organisation Kudirat Initiative for Democracy (KIND), deren Leiterin sie auch ist.
Abiola besuchte von 1989 bis 1992 die Philips Academy in Andover, Massachusetts, die sie mit einem cum laude abschloss. Ihren Abschluss in Volkswirtschaft erreichte sie an der Harvard-Universität im Jahr 1997. Danach war sie Mitorganisatorin der Special Olympics und zwei Jahre lang Vorsitzende der International African Students Association.
Nach ihrem längeren Aufenthalt in den USA ging sie 1999 zurück nach Nigeria, um dort mit ihrer Organisation KIND junge Frauen auszubilden. 2005 heiratete sie einen britischen Diplomaten, heißt seitdem Hafsat Abiola-Costello, ist Mutter und wohnt in Peking. 2008 hat sie dort die Organisation CAB (China Africa Bridge) gegründet, die sie heute leitet.
Hafsat Abiola reist um die ganze Welt, um Vorträge zu halten. In Deutschland war sie zuletzt auf dem 30. Deutschen Evangelischen Kirchentag, auf dem sie Bundeskanzler Gerhard Schröder aufforderte, Nigeria die Schulden zu erlassen.

## Mitgliedschaften
- Kudirat Initiative for Democracy, Gründerin und Geschäftsführerin
- World Future Council, Commissioner
- Institute of Noetic Sciences, International Advisory Board
- World Wisdom Council, das mit dem Club of Budapest zusammenarbeitet
- Women's Learning Partnership, Vorstand (Schatzmeister)
- Educate Girls Globally, Vorstand
- Global Security Institute, Board of Advisors
- Global Youth Connect, Mitbegründerin/Steering Committee
- Vital Voices, Global Advisory Council

## Auszeichnungen
- Youth Peace and Justice Award der Cambridge Peace Commission, 1997
- State of the World Forum Changemaker Award, 1998
- Woman to Watch for Award der Association for Women in Development, 1999
- Global Leader of Tomorrow Award des World Economic Forum, 2000
- Nuclear Age Peace Foundation Global Award, 2001
- Ashoka Fellow, 2003
- Haverford College, Ehrendoktortitel 2003